# 盾形单叶假脉蕨
盾形单叶假脉蕨（学名：Microgonium omphalodes）为膜蕨科单叶假脈蕨属下的一个种。

## 扩展阅读
- 維基物種上的相關：盾形单叶假脉蕨